# Highlands County
Highlands County is een county in de Amerikaanse staat Florida.
De county heeft een landoppervlakte van 2.663 km² en telt 87.366 inwoners (volkstelling 2000). De hoofdplaats is Sebring.

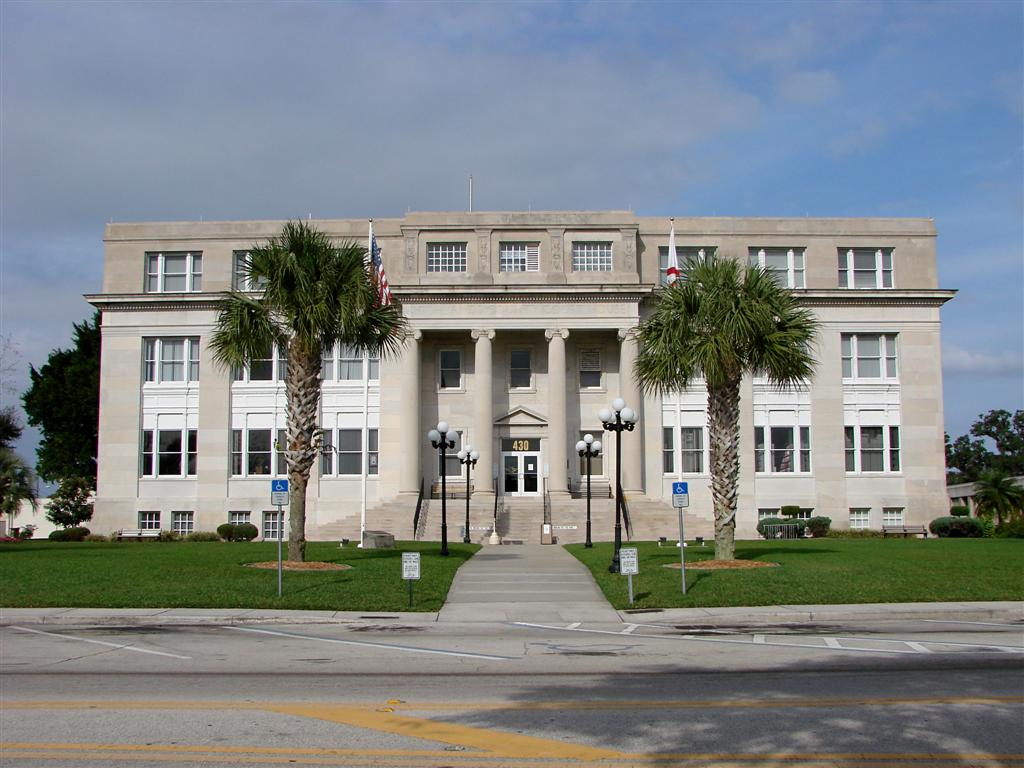
Highlands County Courthouse